# رون هاسلام
رون هاسلام (بالإنجليزية: Ron Haslam)‏ هو متسابق دراجات نارية بريطاني. نافس في سباقات بطولة العالم لفئة 500 سي سي. كما شارك في كأس جزيرة مان السياحية.

## وصلات خارجية
- الموقع الإلكتروني